# フランシス・ラッセル (第7代ベッドフォード公)
第7代ベッドフォード公爵フランシス・ラッセル（英語: Francis Russell, 7th Duke of Bedford, KG, PC、1788年5月13日 - 1861年5月14日）は、イギリスの貴族でホイッグ党の政治家。

## 経歴
1788年5月13日に後に第6代ベッドフォード公爵となるジョン・ラッセル卿とその妻ジョージアナ（Georgiana。第4代トリントン子爵ジョージ・ビングの娘）の間の長男としてロンドン・ベル・メルに生まれる。同母弟に陸軍軍人となるジョージ・ラッセル卿(陸軍少将)、首相となる初代ラッセル伯爵ジョン・ラッセルがいる。また異母弟に海軍軍人となるエドワード・ラッセル卿(海軍大将)、陸軍軍人となるチャールズ・ラッセル卿(陸軍中佐)やアレグザンダー・ラッセル卿(陸軍大将)などがいる。
ウェストミンスター・スクールで学んだあと、ケンブリッジ大学トリニティ・カレッジへ進学。1808年にマスター・オブ・アーツの学位を取得。
1802年3月2日に父が第6代ベッドフォード公爵位を継承したことにより、その法定推定相続人の儀礼称号であるタヴィストック侯爵を名乗るようになった。1809年から1812年にかけてピーターバラ選挙区から選出されてホイッグ党の庶民院議員を務めた。1812年から1832年にかけてはベッドフォードシャー選挙区から選出された。
1833年1月15日の繰上勅書により父がいまだ存命のままストリーサムのホーランド男爵(Baron Howland of Streatham)を継承して貴族院議員に列した。
1839年10月20日の父の死去により第7代ベッドフォード公爵位を継承した。
先代と先々代の浪費で傾いた家計を立て直すため、徹底的な緊縮を行い、一時期には本邸のウォバーン・アビーを閉鎖したこともあった。ホイッグ党の重鎮政治家で1846年から1852年と1865年から1866年にかけて首相を務めた弟のジョン・ラッセルは自身の政治資金を兄フランシスに請求していたが、最低限のお金しか送らないことに不満を抱いていた。
しかしフランシスは訪問客をもてなすことには出し惜しみをしなかった。1859年の1年間にウォバーン・アビーに招いた訪問客は1万2000人にも及ぶ。もてなしを主導したのは、彼の妻アンナ・マリアであり、英国の「アフタヌーンティー」の習慣は彼女のもてなしに由来すると言われている。
1846年7月6日には枢密顧問官に列する。1847年3月26日にはガーター勲章を授与された。1859年から1861年にかけてはベッドフォード統監に就任した。
1861年5月14日にウォバーン・アビーで死去。爵位は長男のウィリアム・ラッセルが継承した。

## 栄典

### 爵位
1833年1月15日の繰上勅書により以下の爵位を継承した。
- サリー州におけるストリーサムの第7代ホウランド男爵 (7th Baron Howland, of Streatham in the County of Surrey)
(1695年6月13日の勅許状によるイングランド貴族爵位)

1839年10月20日の父ジョン・ラッセルの死去により以下の爵位を継承。
- 第7代ベッドフォード公爵 (7th Duke of Bedford)
(1694年5月11日の勅許状によるイングランド貴族爵位)
- 第7代タヴィストック侯爵 (7th Marquess of Tavistock)
(1694年5月11日の勅許状によるイングランド貴族爵位)
- 第11代ベッドフォード伯爵 (11th Earl of Bedford)
(1550年1月15日の勅許状によるイングランド貴族爵位)
- ベッドフォード州におけるチェニースの第11代ラッセル男爵 (11th Baron Russell, of Chenies in the County of Bedford)
(1539年3月9日の勅許状によるイングランド貴族爵位)
- ノーサンプトン州におけるソーンホーの第9代ラッセル男爵（英語版） (9th Baron Russell of Thornhaugh, of Thornhaugh in the County of Northampton)
(1603年7月21日の勅許状によるイングランド貴族爵位)

### 勲章
- 1847年3月26日、ガーター勲章(騎士団)ナイト(KG)[2]

## 家族
1808年8月8日に陸軍大将第3代ハリントン伯爵チャールズ・スタンホープの娘アンナ・マリア・スタンホープと結婚した。彼女は英国の「アフタヌーンティー」の習慣の起源として知られている。アンナとの間に以下の子をもうけた。
- 第1子(長男)ウィリアム・ラッセル(1809-1872)：第8代ベッドフォード公爵位を継承。